# Wallburgen am Haunsberg
Am Haunsberg im Norden des Bezirks Salzburg-Umgebung (Flachgau) im österreichischen Bundesland Salzburg befinden sich zwei Wallburgen am Haunsberg. Man erreicht sie nach ca. 15 bzw. 30 Minuten Gehzeit, wenn man von der Kaiserbuche aus dem Haunsberg Panoramaweg Richtung Südwesten folgt.

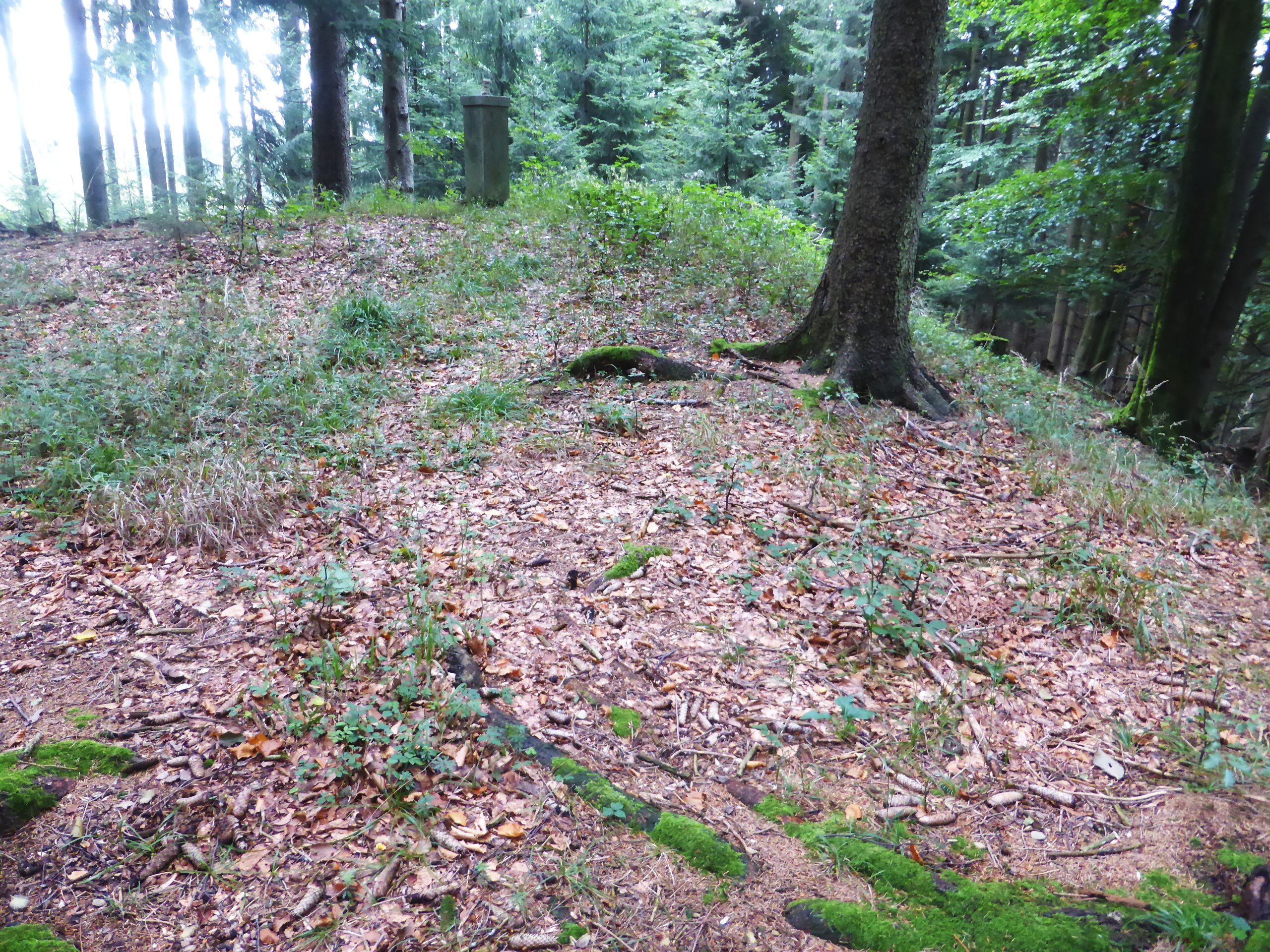
Erste Wallburg am Haunsberg

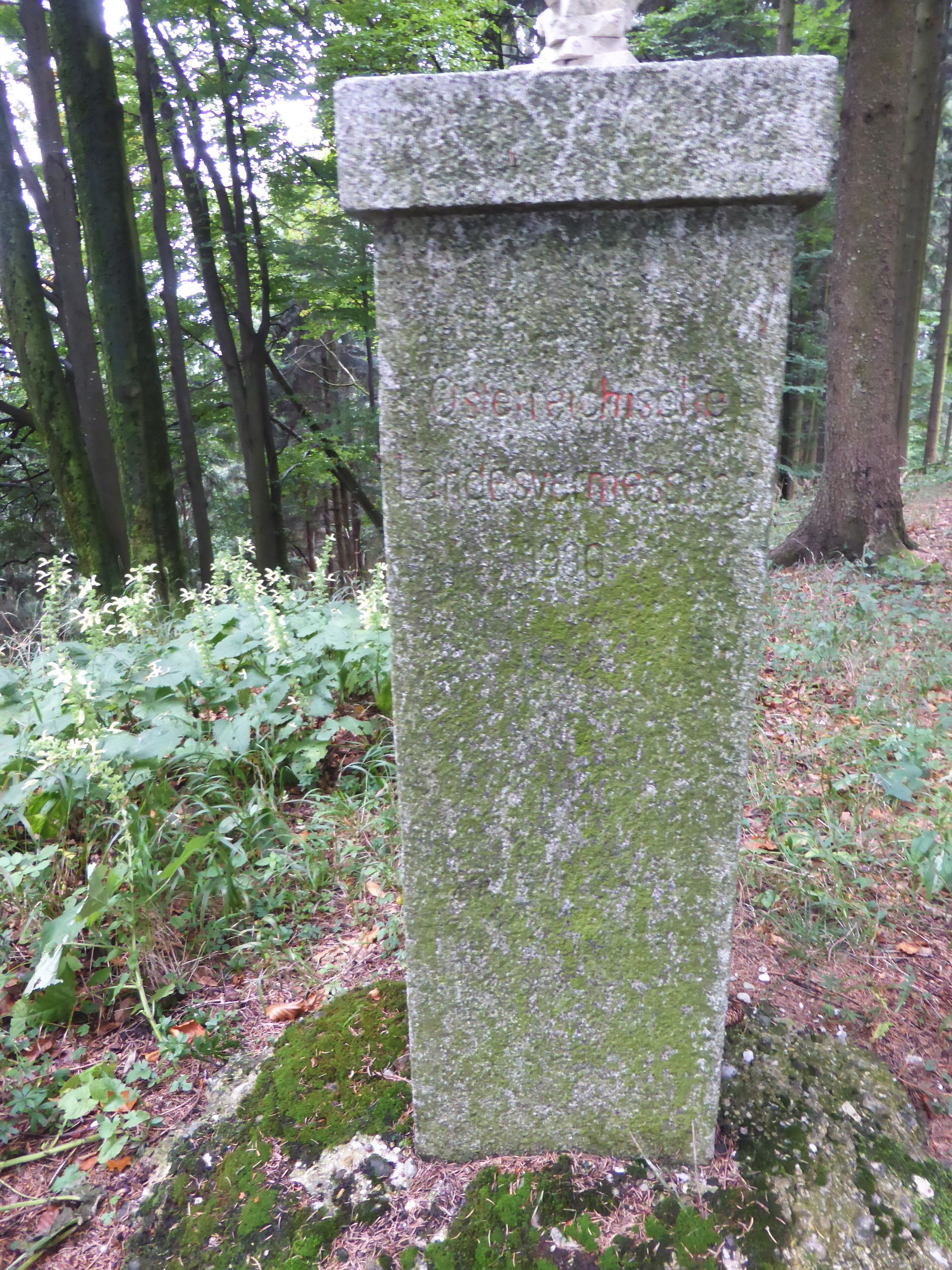
Steinsäule auf der ersten Wallburg am Haunsberg

Die erste Anlage besteht aus einem fünf mal acht Meter großen Plateau. Auf diesem steht die Steinsäule eines Trigonometerpunktes mit der Aufschrift „Österreichische Landesvermessung 1930“. Dieser Punkt ist auf der Österreichkarte 1:50 000 mit der Höhe 828 kotiert. Die früher beschriebenen beiden Wälle, die sich über den Weg zogen, sind vermutlich durch die Anlage des Panoramaweges zerstört worden.

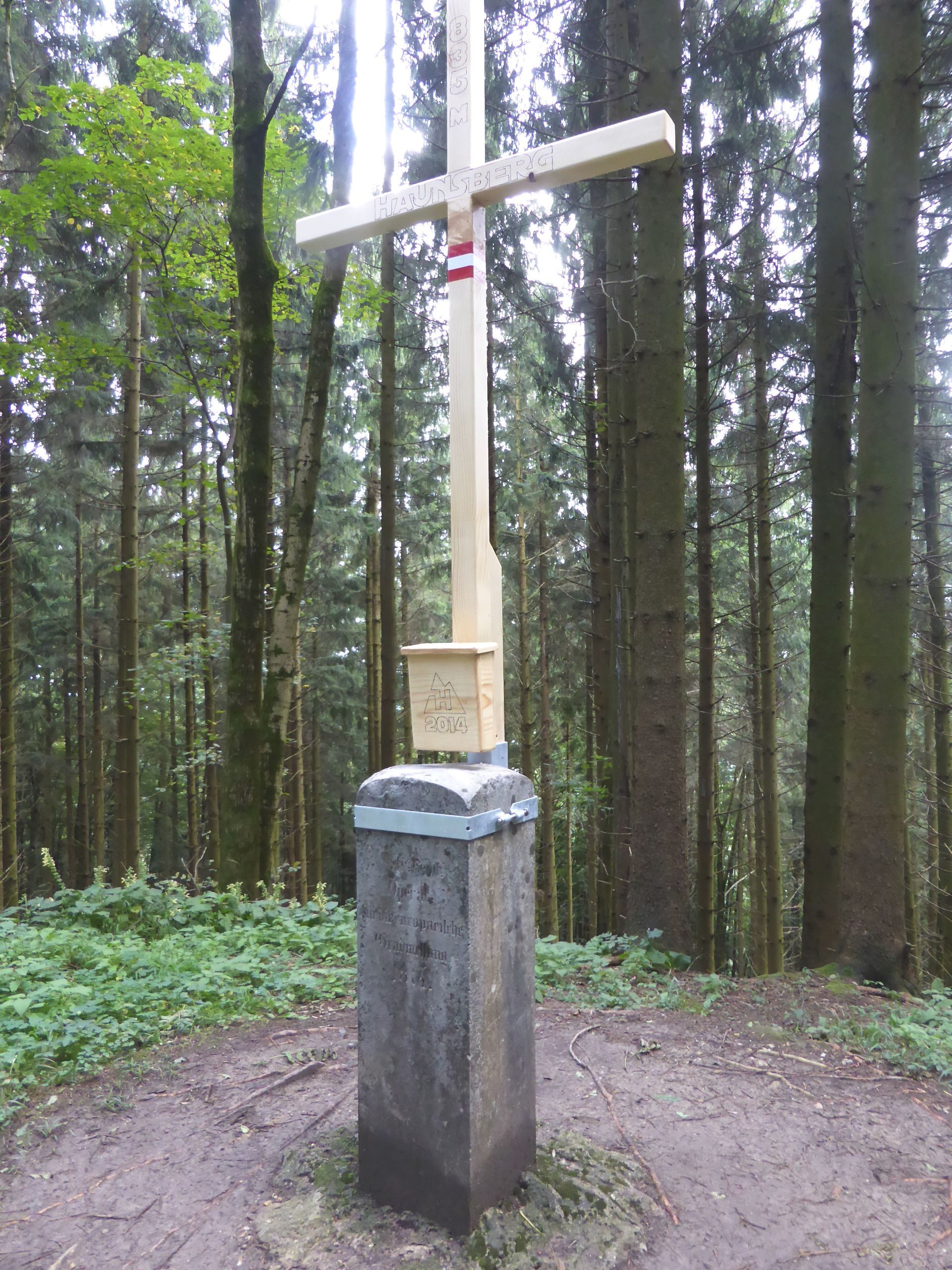
Steinsäule und Kreuz der zweiten Wallanlage am Haunsberg

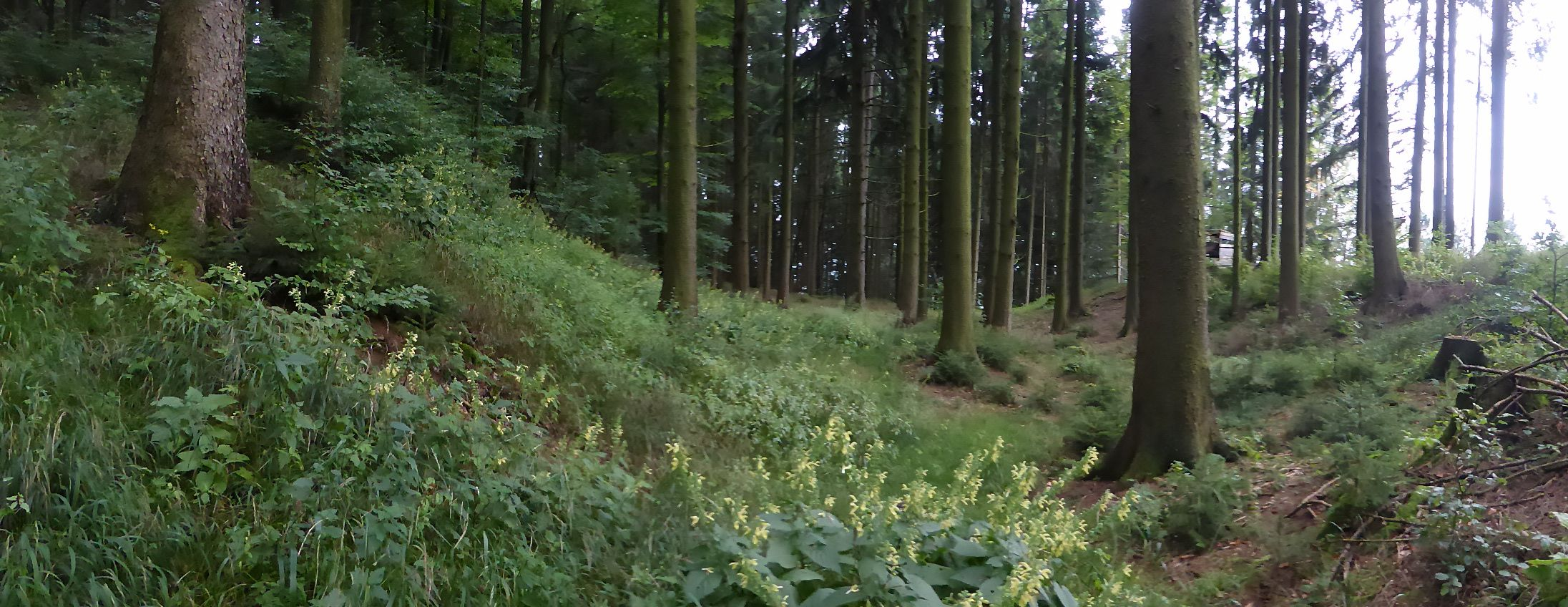
Panoramabild der zweiten Wallanlage am Haunsberg

Die zweite Anlage liegt um den höchsten Punkt des Haunsberges (Kote 835). Zu ihr führt ein Stichweg, der von dem Panoramaweg nach Süden abzweigt. Hier steht eine viereckige Steinsäule mit der Aufschrift „Astr. Geod. Operat für die europäische Gradmessung 1874“. Heute ist auf dieser Säule – offensichtlich seit 2014 – ein zusätzliches, gut sichtbares Holzkreuz angebracht. Von diesem Punkt aus zieht sich dem Bergrücken folgend ein Wall Richtung Südwesten. An dessen Ende findet sich eine einen Dreiviertelkreis bildende tiefer liegende Wallanlage. Die nordwestlich gelegene „Saulack-Quelle“ war wahrscheinlich Teil der Anlage.
Diese Anlagen sind urkundlich nicht belegt, stammen also aus prähistorischer Zeit; es haben sich bislang nur einzelne Zufallsfunde sichern lassen. Es wird vermutet, dass diese Anlagen bereits in der Urnenfelderzeit (1300–800 v. Chr.) genutzt wurden. Sicher ist, dass die Anlage auch in der Hallstattzeit (800–500 v. Chr.) in Gebrauch war, wie aus einem 300 m entfernt liegenden Hügelgrab erschlossen werden konnte. Auch in der Zeit der Ungarneinfälle im 10. Jahrhundert n. Chr. – man denke an das romanische Steinkreuz in der Pfarrkirche Siezenheim, das in diese Zeit verortet wurde – wurde diese Wehr- und Verteidigungsanlage wieder instand gesetzt und mit einem drei bis vier Meter hohen Palisadenzaun versehen. Hier konnten Hunderte von Personen Schutz finden.